# Puttaparthi
Puttaparthi (telugu పుట్టపర్తి) – miasteczko w południowych Indiach w stanie Andhra Pradesh, w pobliżu Dharma Varam. Znajduje się tu aśram Sathya Sai Baby o nazwie Prasanthi Nilayam.
Obecność Sathya Sai Baby istotnie wpłynęła na gospodarkę miejscowości, ze względu na wynajmowanie miejsc noclegowych oraz powstałe restauracje i sklepy.

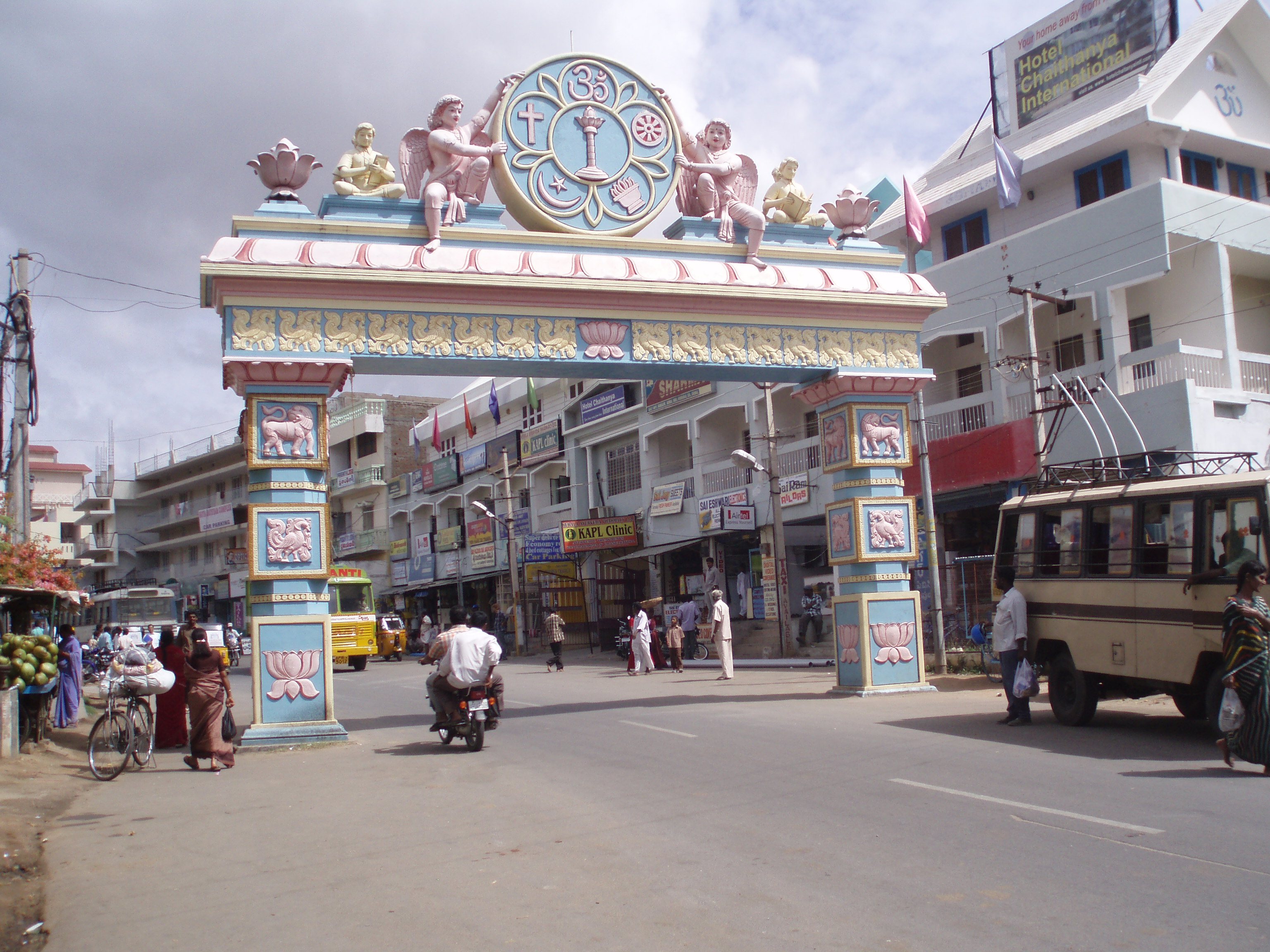
Wjazd do miasta

Znajduje się tu lotnisko i szpital.